# Niskajärvi (Gällivare socken, Lappland)
Niskajärvi är en sjö i Gällivare kommun i Lappland och ingår i Kalixälvens huvudavrinningsområde.